# Залиманська волость
Залиманська волость — історична адміністративно-територіальна одиниця Богучарського повіту Воронізької губернії з центром у слободі Залиман.
Станом на 1880 рік складалася із 13 поселень, 11 сільських громад. Населення — 13 557 осіб (6860 чоловічої статі та 6697 — жіночої), 1858 дворових господарств.
|                     | Площа, десятин | У тому числі орної, дес. |
| ------------------- | -------------- | ------------------------ |
| Сільських громад    | 32109          | 26782                    |
| Приватної власності | 486            | 144                      |
| Іншої власності     | 442            | 363                      |
| Загалом             | 33037          | 27289                    |

Поселення волості на 1880 рік:
- Залиман, Вервеківка й Лисогірка  — приміська слобода, колишні державні хутір і слобода при річці Богучар, 3660 осіб, 362 двори, православна церква, школа, 3 шкіряних заводи, 3 вівчарних завод, 22 вітряних млини. За 7 верст — салотопня.
- Гадюча — колишня державна слобода, 1292 особи, 193 двори, православна церква, 16 вітряних млинів.
- Грушова — колишня державна слобода при річці Дон, 1321 особа, 203 двори, православна церква, школа.
- Куп'янка — колишня державна слобода при річці Ліва, 1322 особи, 203 двори, православна церква, 11 вітряних млинів.
- Лохвицька — колишня державна слобода при річці Богучар, 1772 особи, 263 двори, православна церква, школа, 19 вітряних млинів.
- Перещепний — колишній державний хутір, 645 осіб, 100 дворів, 10 вітряних млинів.
- Поповка — колишній державний хутір при річці Богучар, 1085 осіб, 165 дворів, православна церква.
- Свинюха — колишній державний хутір при річці Дон, 657 осіб, 96 дворів.
- Філоново — колишня державна слобода при річці Богучар, 1168 осіб, 171 двір, православна церква, 22 вітряних млини.

За даними 1900 року у волості налічувалось 25 поселень із переважно українським  населенням, 6 сільських товариств, 139 будівель й установи, 2378 дворових господарств, населення становило 13 243 особи (6675 чоловічої статі та 6568 — жіночої).
1915 року волосним урядником був Єгор Данилович Ковальов, старшиною — Іван Васильович Звозянков, волосним писарем — Степан Олександрович Виноградов.